# Jack van Gelder
Jack van Gelder (Amsterdam, 27 december 1950) is een Nederlands sportverslaggever, televisiepresentator en ondernemer.

## Biografie

### Jeugd en opleiding
Van Gelder werd in Amsterdam geboren. Naar eigen zeggen groeide hij op met de Amsterdamse voetbalclub AFC, waarin ook zijn vader Sal diverse functies vervulde. Hij volgde HBS-a aan het Spinoza Lyceum.

### Carrière
Van Gelder kwam in 1972 in dienst van de TROS. Vanaf 1976 was hij tevens werkzaam voor de NOS als sportverslaggever, voor het eerst bij de Olympische Spelen van Montreal. Jack van Gelder is bekend om zijn enthousiaste manier van commentaar geven tijdens voetbalwedstrijden. Het commentaar dat hij en collega Bert Nederlof leverden tijdens het, door het Nederlands voetbalelftal gewonnen, EK van 1988 werd zelfs zo bekend dat het in de handel werd gebracht. Een ander bekend voorbeeld werd de wedstrijd Argentinië – Nederland van het Wereldkampioenschap voetbal 1998, waar hij het uitschreeuwde van vreugde toen Dennis Bergkamp het doelpunt scoorde dat Nederland een plek in de halve finale opleverde.
Het radioverslag van Ajax – AC Milan, samen met Arno Vermeulen tijdens de finale van de Champions League van 1995 is legendarisch. Hij schreeuwde het ook toen uit bij de winnende goal van Patrick Kluivert.
Naast sportprogramma's presenteerde Van Gelder een aantal jaren het programma "Te land, ter zee en in de lucht". Daarna was hij nog enige tijd voice-over van dit programma. Voorts presenteerde hij amusementsprogramma's als Spel zonder grenzen, Dat zeg ik niet, Rappatongo en Sweethearts.
In 1995 tekende Van Gelder een langjarig contract met de NOS en de TROS en sinds 2001 is hij bij beide omroepen in vaste dienst.
In de aanloop naar het EK 2008 presenteerde hij de voetbalquiz Play like a Champion.
In 2004, 2006, 2008, 2010 en 2012 presenteerde hij NOS Studio Sportzomer tijdens drie EK's en twee WK's. De presentatie van deze programma's vond plaats op een buitenlocatie in het gastland van het sportevenement, zolang het Nederlands elftal in het toernooi zat.
In 2009 presenteerde Van Gelder het Nationale Songfestival vanuit Studio 22. In het programma werd er bepaald met welk liedje De Toppers naar het Eurovisiesongfestival in Moskou gingen.
Jack van Gelder presenteerde op zondagavond Studio Voetbal, waarin Jan van Halst en Jan Mulder aan tafel zitten, en iedere week samen met een gast het voetbalnieuws van commentaar voorzien. Ook presenteert hij voor NOS Studio Sport de studio-uitzendingen rond de Champions League-wedstrijden en voor NOS Langs de Lijn het radiocommentaar bij Europese wedstrijden van Nederlandse clubs, wedstrijden in de Eredivisie en exact 300 duels van het Nederlands Elftal.
Tijdens de Olympische Zomerspelen 2012 mocht Van Gelder het commentaar doen bij de openingsceremonie samen met Léon Haan.
Verder presenteerde hij toen 's middags "London Live".

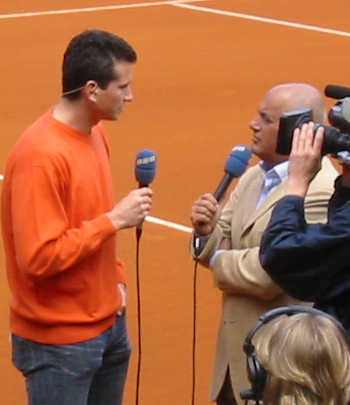
Jack van Gelder met tennisser Richard Krajicek tijdens de Daviscupwedstrijd Spanje-Nederland in 2004

In juli 2015 tekende Van Gelder een contract van drie jaar om vanaf 15 september 2015 te gaan werken bij Sport1. Toen hij de belangstelling van Sport1 aan de NOS bekendmaakte, wilde de omroep zijn aflopende contract bij de NOS verlengen tot het WK van 2018, maar Van Gelder koos uiteindelijk voor Sport1, naar eigen zeggen mede omdat die de wedstrijden van de Champions League ging uitzenden en de NOS niet meer. Jack bleef uiteindelijk tot 2021 bij Ziggo als gezichtsbepalende presentator. 
Sinds januari 2021 is Van Gelder te horen als voice-over en commentator van het SBS6-programma Marble Mania. Daarnaast was hij regelmatig te gast in het televisieprogramma HLF8 en bij De Oranjezondag. In de zomer van 2024 was Van Gelder de vaste sidekick van Hélène Hendriks bij De Oranjezomer.

## Gevonden poëzie
Van Gelder valt op vanwege op een enthousiaste manier commentaar geven; sommige uitspraken gelden als gevonden poëzie. Enkele teksten zijn inmiddels gebundeld.

## Prijs
In 2014 won hij de Theo Koomen Award voor beste radioverslag van een sportwedstrijd. Hij kreeg de prijs voor zijn commentaar bij de 2-1 die Klaas-Jan Huntelaar maakte in de allerlaatste minuut in blessuretijd tijdens de beslissende WK-wedstrijd Nederland – Mexico in 2014. De prijs werd in 2012 in het leven geroepen door de redactie van het programma Grand Café Kranenbarg.

## Discografie

### Singles
| Single met eventuele hitnotering(en) in de Nederlandse Top 40 | Datum van verschijnen | Datum van binnenkomst | Hoogste positie | Aantal weken | Opmerkingen                                                                 |
| ------------------------------------------------------------- | --------------------- | --------------------- | --------------- | ------------ | --------------------------------------------------------------------------- |
| Koningslied                                                   | 19-04-2013            | 27-04-2013            | 2               | 4            | als onderdeel van Nationaal Comité Inhuldiging / Nr. 1 in de Single Top 100 |
| Wij zijn Nederland                                            | 2019                  | 08-06-2019            | tip22*          |              | met Jan Smit, André Rieu & John de Bever                                    |
| Summer Holiday                                                | 20-05-2021            | –                     |                 |              | eigen versie van Summer Holiday van Cliff Richard                           |

| Single met hitnotering(en) in de Vlaamse Ultratop 50 | Datum van verschijnen | Datum van binnenkomst | Hoogste positie | Aantal weken | Opmerkingen                                    |
| ---------------------------------------------------- | --------------------- | --------------------- | --------------- | ------------ | ---------------------------------------------- |
| Koningslied                                          | 2013                  | 11-05-2013            | 41              | 1*           | als onderdeel van Nationaal Comité Inhuldiging |

## Trivia
- Van Gelder behartigde sinds 1979 de public relations van Cruyff Sportswear en zou dit dertien jaar blijven doen. In die tijd bemiddelde hij tussen Johan Cruijff en Ajax, zodat Cruijff begin december 1981 terugkeerde.
- Van Gelder was in 2006 eenmalig te zien in Mamma Mia!, waarin hij voor één avond de rol van Sam kreeg.
- In 2007 was Van Gelder presentator van Tros Triviant.
- Van Gelder presenteerde, samen met rapper Ali B, op 11 oktober 2008 "Kinderen voor Kinderen" in de Amsterdam ArenA. De registratie van het evenement werd op 8 november uitgezonden als Kinderen voor Kinderen 29.
- Naast zijn journalistieke werk was Van Gelder mede-eigenaar van het kledingmerk For Fellows en aandeelhouder van het chocolademerk Chocoloco
- In februari 2009 was Van Gelder te zien als tweede alternate Mr. Thenardier in de musical Les Miserables.
- Sinds 2000 is Van Gelder goodwill-ambassadeur van Cliniclowns.
- In 2010 werd Van Gelder goodwill-ambassadeur van Ubuntu Theatre Orga.
- Op 17 april 2014 speelde Van Gelder de rol van Pontius Pilatus in The Passion.

Willem Nijholt (1980, 1981) · Leoni Jansen (1982) · Willem Ruis (1983, 1984) · Edwin Rutten (1985, 1986) · Ati Dijckmeester (1985, 1986) · Ron Brandsteder (1987) · Simone Kleinsma (1987) · Sonja Barend (1988) · Herman van Veen (1990) · Youp van 't Hek (1991) · Sylvia Millecam (1992) · Erik van Muiswinkel (1992) · Henk Westbroek (1992) · Coen Flink (1993) · Frank Groothof (1994) · Willem Ekkel (1994) · Peter Tuinman (1994) · Harry van Rijthoven (1994) · Carola Hamer (1994) · Paul de Leeuw (1995, 1996) · Menno Bentveld (1997) · Joep Onderdelinden (1998, 2020) · Marcel Faber (1998) · Aldith Hunkar (1999) · Marscha de Haan (2000) · Neel Brands (2000) · Maud Hawinkels (2001) · Klaas van der Eerden (2002, 2003, 2004) · Claudia de Breij (2004, 2005, 2009, 2012) · Jochem Myjer (2006) · Isolde Hallensleben (2007) · Jack van Gelder (2008) · Ali B (2008) · Frank Evenblij (2009) · Sara Kroos (2011) · Lex Uiting (2013, 2014, 2015, 2016, 2017) · Dolores Leeuwin (2013) · Dieuwertje Blok (2014) · Milouska Meulens (2015) · Anne Appelo (2018, 2019, 2020) · Pepijn Gunneweg (2018, 2019) · Plien van Bennekom (2020) · Kiefer Zwart (2020) · Ridder van Kooten (2020, 2021) · Esmée van Kampen (2021) · André Dongelmans (2021) · Jurre Geluk (2023)